# Le Dialogue
Le Dialogue est l'œuvre principale de Catherine de Sienne. Dans ce livre, dicté par Catherine de Sienne en extase, elle dicte les conversations qu'elle aurait avec Dieu. La richesse théologique de ces écrits du XIVe siècle et la doctrine qu'ils décrivent sont reconnus par l'Église catholique, au point de faire de Catherine de Sienne l'une des rares femmes à être proclamée docteur de l'Église.

## Histoire et contexte de l'écriture

### Histoire et contexte de l'Italie
Le contexte de rédaction de l'ouvrage est marqué par de profonds bouleversements politiques en Italie et en Europe, notamment sur la place de la papauté dans ses relations avec l'État. Les crises qui se succèdent conduisent à l'exil du pape de Rome vers Avignon. Différentes villes sont opposées aux papes, et Catherine de Sienne interviendra en tant qu'ambassadrice dans les conflits qui opposent la ville de Florence avec le Pape. C'est dans ce contexte, qui précède le grand schisme d'Occident, que Catherine de Sienne écrit son ouvrage majeur.

### Contexte social et influence des femmes
De nombreuses femmes avaient eu une influence religieuse et avaient fait part de leurs « révélations », et ont circulé pendant le Moyen Âge, comme l'abbesse Hildegarde de Bingen, Hadwijch d'Anvers, Béatrice de Nazareth, Mechtilde de Magdebourg, Margery Kempe, Marguerite Porete, ou encore Angèle de Foligno et Claire de Montefalco.
Même si la place des femmes au Moyen Âge est importante dans le domaine religieux, l'influence de Catherine de Sienne, notamment avec son ouvrage Le Dialogue est très importante, dans la mesure où elle n'est pas théologienne, n'a pas fait d'études et ne sait pas écrire.

### Naissance de l'ouvrage

#### Critique historique sur la rédaction
L'idée selon laquelle le traité aurait été écrit en 5 jours est largement remis en cause par la critique historique, en effet on peut observer dans le Dialogue des extraits de lettres antérieures de Catherine de Sienne. Ces extraits de lettres conduisent à remettre en cause la version officielle. L'ouvrage aurait été redécoupé, sans doute par les dominicains après la mort de Catherine de Sienne. Même si un redécoupage postérieur a eu lieu, celui-ci n'a pas détruit la cohérence du Dialogue. Le plus ancien manuscrit du Dialogue semble celui qui est le plus cohérent et qui serait le plus proche, dans la mesure où l'ordre de l'ouvrage évolue dans les versions suivantes,.
Néanmoins, les réserves vis-à-vis du récit, évoquées dans le préambule du Dialogue, ne remettent pas totalement en cause la version de la dictée de l'ouvrage par Catherine de Sienne aux secrétaires, comme l'affirme le préambule. En effet le style de l'oralité et la multiplication des images conduisent à une certaine incohérence dans l'ouvrage, les images se corrigeant les unes aux autres, contribuant à donner une importance primordiale au récit de Catherine dans son ouvrage.
Les images ont aussi une grande importance dans une perspective théologique : en effet la difficulté de parler de Dieu, notamment dans les cas d'extases, conduit beaucoup de mystiques à affirmer l'impossibilité de parler et de pouvoir décrire de manière rationnelle ce que l'on exprime. L'image est alors le moyen d'exprimer ce que l'on pense, elle permet la communication visible de l'invisible. La répétition d'images dans le Dialogue, contribue donc à renforcer la thèse de l'extase et de la diction dans le récit originel.

## Structure de l'ouvrage

### Structure narrative

#### Organisation littéraire
L'ouvrage Le Dialogue est très proche du style de l'oralité, confortant l'idée que le livre a été dicté par les secrétaires de Catherine de Sienne.
On retrouve à de nombreuses reprises des foisonnements d'images qui se corrigent les unes les autres et qui visent à dévoiler Dieu de manière imagée. Les images permettent d'exprimer de manière visible des réalités invisibles.
On peut néanmoins observer des extraits de lettres antérieures de Catherine de Sienne dans l'ouvrage, rendant impossible la rédaction en 5 jours, comme la décrivent les premières introductions de l'ouvrage.

#### Les intervenants
Les deux principaux intervenants de l'ouvrage du Dialogue sont Catherine de Sienne et Dieu. Conformément au récit qui en est fait, le Dialogue est décrit comme un dialogue entre Catherine de Sienne et Dieu qui répond à ses questions. Ce dialogue entre Dieu et Catherine donne son nom au livre.
Catherine pose au cours de ce livre quatre demandes auxquelles elle reçoit une réponse.

## Contenu

### Quatre demandes de Catherine de Sienne
L'ouvrage développe quatre questions qui permettent de diviser l'ouvrage en quatre grandes questions.
La première question concerne Catherine elle-même, et a pour titre la miséricorde pour Catherine.
La deuxième demande concerne l'Église, et développe le même thème, celui de la miséricorde pour l'Église.
La troisième demande concerne la paix entre les chrétiens.
La dernière question concerne un cas particulier, sans doute Nicolas Tuldo.
La dernière partie du Dialogue apparaît comme une récapitulation des demandes.

### Les principaux thèmes développés

#### Miséricorde
La deuxième partie du Dialogue traite de la miséricorde de Dieu. La miséricorde vient de la dignité de l'homme qui est « créé à l'image de Dieu », mais et qui vit en l'âme de chaque homme. Développant l'enseignement de Catherine de Sienne sur la connaissance de soi-même et de la connaissance de Dieu, le Dialogue invite à voir la présence de Dieu en l'âme et la raison de cette présence. Cette ouverture sur Dieu conduit à redonner à l'homme une dignité supérieure : « Ouvre l'œil de ton intelligence et regarde en moi, et tu verras la dignité et la beauté de l'âme que j'ai créée à mon image ».
La dignité de l'homme vient du fait que l'homme est créé à l'image de Dieu, et la raison de cette ressemblance est l'amour de Dieu pour l'homme, affirme le Dialogue. Néanmoins, l'âme reste libre et « par son libre arbitre peut faire le bien ou le mal selon sa volonté ». Néanmoins même si le mal existe et si une personne peut parfois choisir le mal, cela ne conduit pas à détruire le bien ou la dignité de la personne.
Catherine demande alors de pouvoir souffrir et de faire pénitence pour la faute des autres. Cette demande est acceptée, et montre l'importance de la prière et de la pénitence pour les autres dans la théologie de Catherine de Sienne.
Dieu affirme vouloir faire miséricorde à tous : « Ma fille, vois et sache que nul ne peut m'être enlevé, parce que, tous y sont ou par justice ou par miséricorde, comme il est dit, parce qu'ils sont à moi et créés par moi, et je les aime ineffablement. Et je leur ferai miséricorde malgré leur iniquité, par le moyen de mes serviteurs, et j'accomplirai ta pétition comme tu me l'as demandé avec tant d'amour et de douleur ».

##### Doctrine du Pont
Catherine développe à travers une métaphore le rôle du Christ comme un pont entre Dieu et l'homme. Elle développe cette image après avoir parlé du péché originel et du péché d'Adam. Dans le dialogue, le péché d'Adam est considéré comme étant le fruit de l'impatience et de l'orgueil d'Adam.
Ce péché aurait pour conséquence de séparer l'homme de la vie éternelle, en ouvrant à des conséquences désastreuses pour l'homme, conduisant à la séparation entre l'homme et Dieu, opposition comparée à un fleuve où l'on se noie. Le Christ est alors représenté de manière imagée comme le pont qui permet de surmonter ce fleuve qui sépare de Dieu : « Dès qu'Adam eut péché, accourut un fleuve tempétueux qui toujours frappe de ses eaux, apportant fatigues et tourments avec lui, et tourments venant du démon et du monde. Tous vous vous noyiez, car nul, avec toutes ses justices, ne pouvait rejoindre la vie éternelle. C'est pourquoi voulant remédier à tous vos maux, je vous ai donné le pont, mon Fils, afin que, passant le fleuve, vous ne vous noyiez, et ce fleuve est la mer tempétueuse de cette vie ténébreuse ».
La vie du Christ et sa Passion sont analysés comme le lien entre la justice divine et la miséricorde : les conséquences du péché originel conduisent à l'impossibilité d'accéder à la vie éternelle, et le Christ, en se sacrifiant sur la Croix, contribue à rendre la justice en s'offrant pour les autres : « Si je vois bien, suprême et éternelle Vérité, je suis le voleur et toi, tu es pendu à ma place, parce que je vois le Verbe, ton Fils, cloué et rivé sur la croix, de lui tu m'as fait un pont ».
Si le Christ représente le pont qui conduit à Dieu, néanmoins cela nécessite la liberté des personnes, qui doivent choisir de prendre ce chemin, en suivant les enseignements du Christ par les vraies vertus et la volonté libre. Cette conception rejoint la pensée de Thomas d'Aquin sur le libre arbitre et la providence divine.

## Postérité

### Éditions
La première édition du Dialogue est réalisée en 1472 à Bologne, alors que l'imprimerie n'est présente en Italie que depuis 5 ans. Le Dialogue apparaît comme l'un des premiers livres publiés et imprimés en Italie, au côté des grands livres de l'Antiquité classique.

#### Principales sources utilisées
- Mgr Lodovico Ferretti o.p., Catherine de Sienne, Sienne, Éditions Cantagalli, mars 1998, 176 p.

- Bernard Sesé, Catherine de Sienne, Dijon-Quetigny, Desclée de Brouwer, coll. « Petite vie de », mars 2005, 190 p. (ISBN 2-220-05601-5)

- Dominique de Courcelles (trad. de l'italien), Le "Dialogue" de Catherine de Sienne, France, CERF, coll. « Classiques du christianisme », septembre 1999, 135 p. (ISBN 2-204-06270-7)

1. ↑  p. 12
2. 1 2 3 4  p. 36
3. ↑  p. 37
4. 1 2 3  p. 33
5. 1 2 3  p. 39
6. ↑  p. 35
7. ↑  p. 34
8. ↑  p. 41
9. 1 2 3  p. 45
10. ↑  p. 46
11. ↑  p. 64
12. ↑  p. 65
13. 1 2 3  p. 67
14. ↑  p. 134

#### Autres sources
1. ↑  Manuscrit 292 Bibliothèque de Casanotanse XVIe siècle
2. ↑  D'après l'édition de R. P. J. Hurtaud, O.P. 1975